# Célula mesangial

Un diagrama de los cambios patológicos en un glomérulo visible mediante microscopía electrónica en la nefritis LES. Negro - complejo inmune. Morado oscuro - membrana basal. Rosa - endotelio. Verde - epitelio visceral. Púrpura claro - células mesangiales

Las células mesangiales son células de músculo liso modificadas que están en el corpúsculo renal. Se pueden dividir en intraglomerulares, que emiten prolongaciones hacia el glomérulo (lo recubre), y células mesangiales extraglomerulares que están fuera del corpúsculo, y forman parte del sistema yuxtaglomerular.

## Funciones
Desempeñan funciones de sostén estructural, fagocitosis de partículas atrapadas, y como los otros macrófagos cuando se activan liberan Interleucina-1 que es una citocina de comunicación intercelular importante en la lesión glomerular con filamentos de actina y miosina y pseudópodos que se anclan a la membrana basal de las células mesangiales.
Las células mesangiales son un tipo altamente especializado de pericito (células contráctiles que rodean a capilares) y tienen un papel activo en la regulación de la filtración glomerular. Estas células responden a varias señales para contraerse y relajarse, principalmente a la angiotensina II, gracias a lo cual regulan el flujo en los capilares intraglomerulares y con ello la filtración glomerular.
Las células mesangiales intraglomerulares también tienen función fagocítica, siendo uno de los pocos ejemplos de fagocitos derivados de células de musculatura lisa y no de monocitos. Las células mesangiales fagocitan componentes desechados por la membrana basal y colaboran con los neutrófilos en la retirada de otros desechos, incluyendo restos de otras células mesangiales que han sufrido apoptosis.
La función de las células mesangiales extraglomerulares no es aún bien entendida pero se ha relacionado con la autorregulación renal y con la regulación de la presión sanguínea sistémica a través del sistema renina-angiotensina. También se ha observado que secretan eritropoyetina, por lo que podrían estar involucradas en la regulación de la eritropoyesis.